# Majdanpek
Majdanpek (in serbo Мајданпек?) è una città e una municipalità del distretto di Bor nel nord-est della Serbia centrale.

## Municipalità
La municipalità di Majdanpek comprende la città di Majdanpek, e i seguenti villaggi:
| - Boljetin - Crnajka - Debeli Lug - Golubinje - Jasikovo - Klokočevac - Leskovo - Miroč - Mosna - Rudna Glava | - Topolnica - Vlaole - Donji Milanovac |  |

## Galleria d'immagini

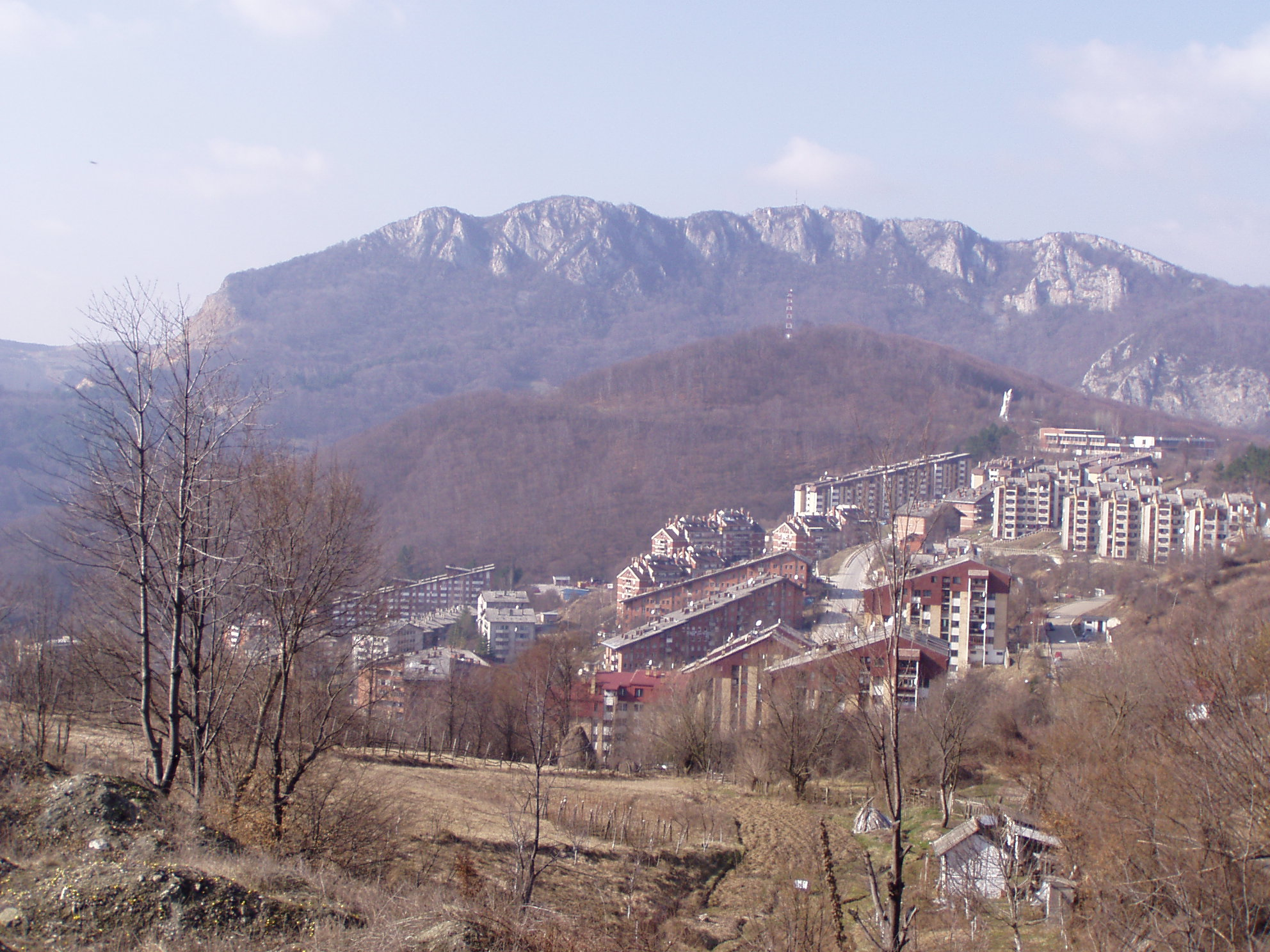
Majdanpek, parte alta